# Baudouin de Tournai
Baudouin de Tournai, décédé après le 21 mai 1208, était un châtelain de Tournai, seigneur de Mortagne. Il était fils d'Evrard III Radoul, châtelain de Tournai, seigneur de Mortagne, et de sa seconde femme Gertrude de Montaigu. 

## Filiation
De son mariage avec Hildegarde de Wavrin, ils eurent comme enfants :
- Evrard IV Radoul ;
- Marie (décédée en 1221 ou après), mariée à Eustache III de Rœulx, dit Canivet, fils d'Eustache II, dit le Valet et de sa femme Bertha van Gavre.

## Sources
- Fondation pour la généalogie médiévale (en anglais);